# Diocèse de Kaišiadorys
Le diocèse de Kaišiadorys (en latin : Dioecesis Kaisiadorensis) est un diocèse catholique de Lituanie dont le siège est situé à Kaišiadorys. Il est suffragant de l'archidiocèse de Vilnius. L'évêque actuel, depuis 2012, est Jonas Ivanauskas (de).

## Historique
Le diocèse, d'abord suffragant de l'archidiocèse de Kaunas, a été érigé le 4 avril 1926 par la bulle Lituanorum gente du pape Pie XI. Il comprenait 5 doyennés et 62 paroisses de l'archidiocèse de Vilnius qui, après la définition des frontières dans la période d'après-guerre, se trouvaient dans la nation lituanienne nouvellement formée. À l'époque, le siège de Vilnius appartenait à la Pologne.
Sur décision des autorités soviétiques, le siège de la curie diocésaine est transféré à Vievis en 1949, et ne peut revenir à Kaišiadorys qu'en 1978.
En 1962, l'évêque Teofilius Matulionis, déjà condamné à de longues peines de prison, est assassiné en haine de la foi. Son martyre a été reconnu par la Congrégation pour les causes des Saints le 1er décembre 2016, et il a été proclamé bienheureux le 25 juin 2017.
Le 24 décembre 1991, le diocèse a été intégré à la province ecclésiastique de Vilnius en vertu des bulles Quo efficacius et Rerum profecto du pape Jean-Paul II. 

## Territoire

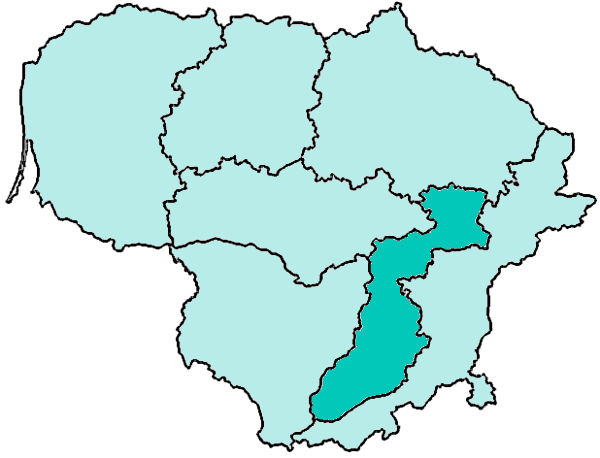
Localisation du diocèse.

Le diocèse comprend approximativement la partie occidentale de l'apskritis de Vilnius et des parties des apskritys d'Utena et d'Alytus.
À Kaišiadorys, siège de l'évêché, se trouve la cathédrale de la Transfiguration-du-Seigneur (en).
Le territoire est divisé en 68 paroisses, regroupées en sept doyennés. 

## Liste des évêques Kaišiadorys (rite romain)
- Juozapas Kukta, du 5 avril 1926 à sa mort, le 16 juin 1942,
- Teofilius Matulionis, du 9 janvier 1943 à sa mort, le 20 août 1962,
  - Vincentas Sladkevičius, MIC, du 15 juillet 1982 au 10 mars 1989, administrateur apostolique
  - Juozapas Matulaitis-Labukas, du 10 mars 1989 - 24 décembre 1991, administrateur apostolique.
- Juozapas Matulaitis-Labukas, du 24 décembre 1991 jusqu'à sa retraite, le 11 février 2012,
- Jonas Ivanauskas (de), depuis le 11 février 2012.

## Source
- (it) Cet article est partiellement ou en totalité issu de l’article de Wikipédia en italien intitulé « Diocesi di Kaišiadorys » (voir la liste des auteurs).

### Article lié
- Église catholique en Lituanie